# 中正區 (基隆市)
中正區位於臺灣基隆市東北側，為基隆市政府所在地，轄區涵蓋基隆港東岸、和平島及八斗子地區，北方三島亦由該區管轄。全區三面環海，僅南側環山，海岸線多灣澳，且擁有數個漁港，是基隆市漁業發展的重鎮。

## 歷史
戰後，統合日治時代昭和6年（1931年）町名改正設置的義重町、日新町、入船町、真砂町、濱町、社寮町、八斗子、基隆嶼、花瓶嶼、棉花嶼、彭佳嶼設置第一區，1946年，以區內主要幹道中正路而改稱為中正區。

## 人口
根據基隆市政府民政處統計，2024年底中正區戶數約2.4萬戶，人口約5.1萬人，區內人口最多與最少的里分別是新豐里與長潭里，2024年底兩里人口分別為7,903人與436人，其中新豐里也是基隆市人口第二大里（僅次於信義區孝忠里），其他區內人口較多的里包括砂子里、新富里；人口密度最高與最低的里分別是正船里與長潭里，2024年底兩里人口密度分別為每平方公里31,021人與718人。中正區和基隆市其他地區相同，面臨嚴重的人口老化與少子化問題，2024年底中正區總人口中，有7.63%的年齡在0至14歲，69.63%的年齡在15至64歲，22.73%則是65歲以上人口，老化指數約為297.74%，是基隆市幼年人口比例最低、老化指數最高的行政區。

## 政治

### 區政組織
中正區公所是基隆市政府在中正區的派出機關，在中華民國政府架構中為市政府綜理區政的執行機關，上級業務監督機關為基隆市政府。区长由市長任命，其任期為無任期保障。在區長及秘書之下，設有4課1室等5個內部單位及1名人事管理員。中正區為基隆市第一選區，在基隆市議會31席市議員中，中正區共選出4席區域市議員（不包括平地原住民議員）。

### 行政區劃
中正區的行政區劃轄有長潭里、社寮里、真砂里、正義里、八斗里、平寮里、中砂里、德義里、砂子里、正濱里、入船里、港通里、碧砂里、中正里、正船里、新富里、中濱里、中船里、新豐里、建國里、義重里、海濱里、正砂里、信義里、和憲里、砂灣里等26個里，共計517鄰。

## 教育

### 大專院校

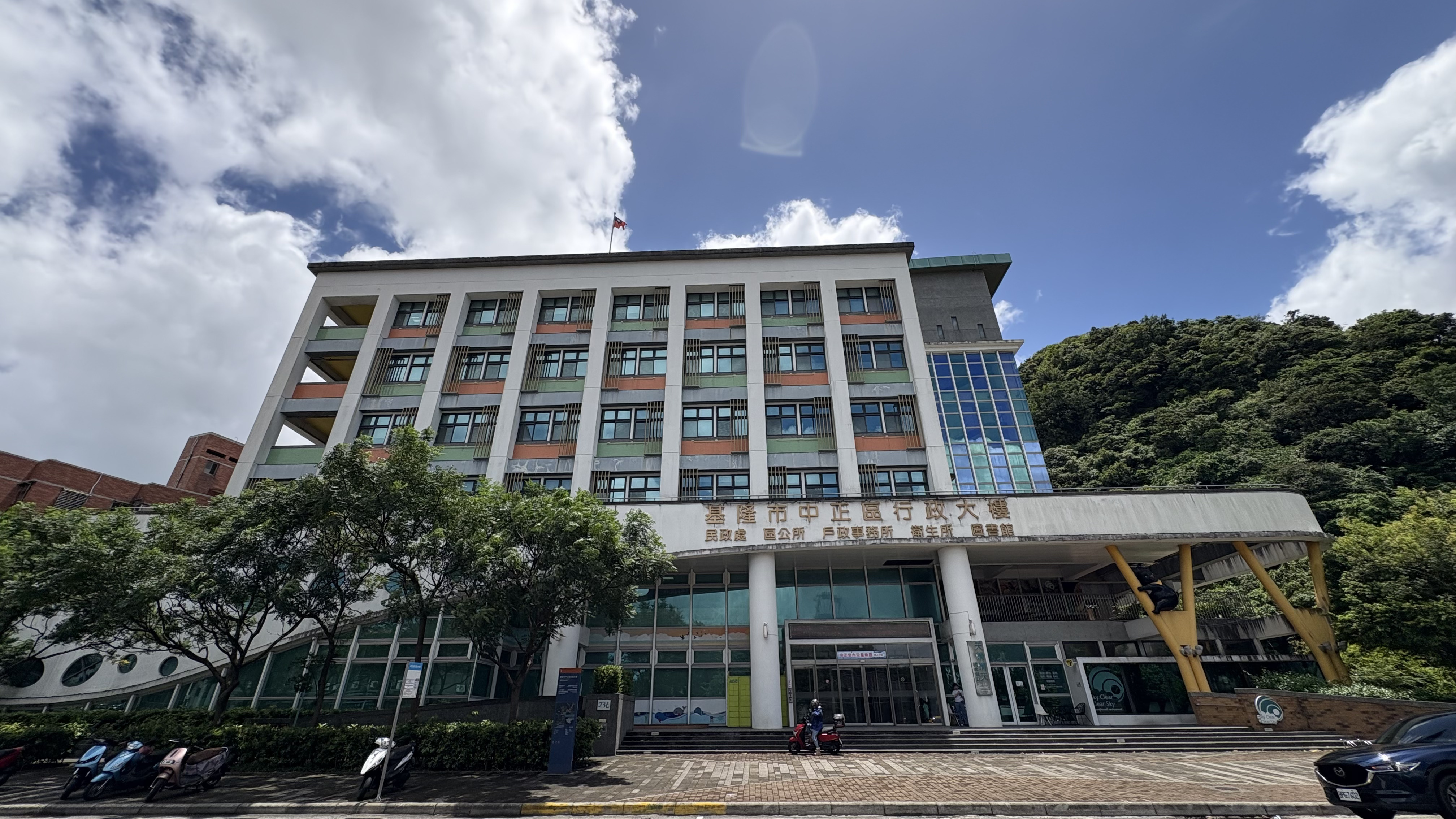
中正區行政大樓

- 中正區行政大樓國立臺灣海洋大學

### 高級職業學校
- 國立臺灣海洋大學附屬基隆海事高級中等學校

### 高級中學
- 基隆市立八斗高級中學
- 基隆市私立二信高級中學

### 國民中學
- 基隆市立中正國民中學
- 基隆市私立二信高級中學附設國民中學
- 基隆市立八斗高級中學附設國民中學
- 基隆市立正濱國民中學

### 國民小學
- 基隆市中正區中正國民小學
- 基隆市中正區正濱國民小學
- 基隆市中正區忠孝國民小學
- 基隆市中正區八斗國民小學
- 基隆市中正區和平國民小學

## 交通

### 鐵路
臺灣鐵路管理局
- 深澳線：海科館車站 - 八斗子車站

### 公路
- 台2線（北部濱海公路）
- 台62甲線
  - 0 基隆端基隆端
- 市道102號
- 北123線（調和街、基瑞公路）

## 旅遊

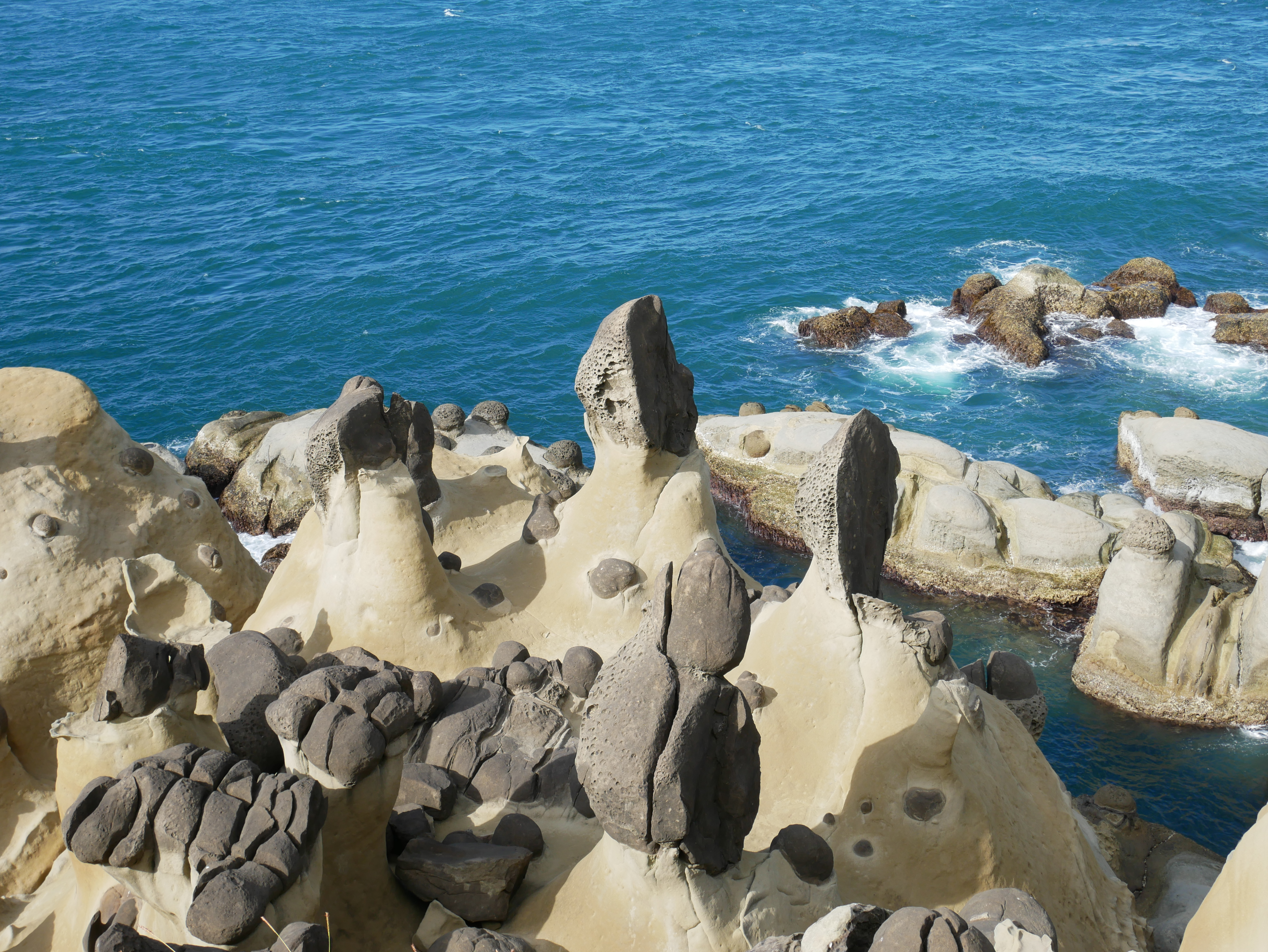
和平島公園海兔岩

- 基隆文化中心（含基隆故事館）
- 基隆塔
- 中正公園
- 國立海洋科技博物館
- 望幽谷
- 基隆市原住民文化會館
- 八斗子濱海公園
- 望海巷
- 碧砂漁港
- 海門天險（基隆二沙灣砲台）
- 和平島天顯宮
- 正濱漁港
- 社寮天后宮（又稱和平島天后宮）
- 和平橋
  - 和平島海濱公園
- 主普壇（中元祭祀文物館）
- 放水燈
- 基隆嶼

## 外部連結
- 基隆市中正區公所（页面存档备份，存于）